# فأر مسطح الشعر
فأر مسطح الشعر (الاسم العلمي: Mus platythrix) (بالإنجليزية: Flat-haired Mouse)‏ هو نوع من الحيوانات يتبع جنس الفأر من الفصيلة الفأرية.